# Нине, Пьер
Пьер Нине́ (фр. Pierre Niney; род. 13 марта 1989, Париж, Франция) — французский актёр, режиссер и сценарист. В основном известен благодаря биографическому фильму режиссёра Джалиля Леспера «Ив Сен-Лоран», за роль в котором Нине получил престижную премию «Сезар», и фильму «Граф Монте-Кристо», вошедшему в топ-20 французских фильмов всех времен с наибольшим количеством зрителей.

## Биография
Пьер Нине родился в семье Франсуа Нине, профессора документального кино в Эколь Нормаль, Ля Феми и Институте политических исследований и матери, автора книг-пособий. Есть две сестры. Благодаря отцу, с ранних лет Пьер активно интересуется театром и комедией. Его детство прошло в XIV округе Парижа, где он совершает свои первые шаги на сцене театра в возрасте 11 лет.
Пьер окончил лицей Клода Моне со специализацией «театр». После курсов в Compagnie Pandora, он успешно сдает вступительные экзамены в престижную театральную школу Курсы Флоран , где он учится два года, прежде чем поступить в Высшую национальную консерваторию драматического искусства в Париже.
Отыграв несколько спектаклей в театре, Пьер Нине снимается в нескольких короткометражных фильмах, прежде чем оказаться, наконец, на большом экране в фильме «ЛОЛ» Лизы Азуэлос.
16 апреля 2010 года Пьер, в возрасте 21 года, был принят в труппу «Комеди Франсез», становясь, таким образом, самым молодым актёром этой труппы. 15 января 2015 года Пьер ушел из театра.
В 2015 году за роль Ива-Сен Лорана 25-летний Пьер получил самую престижную награду французского кинематографа «Сезар» как лучший актёр, выиграв, среди прочих, у Гаспара Ульеля, сыгравшего кутюрье в другом «байопике», вышедшем в том же году. Двумя годами позже, в 2017-м, Гаспар и Пьер снова оказались соперниками в данной номинации, Пьер Нине — за роль Адриена в картине «Франц» Франсуа Озона, а Гаспар Ульель — за роль Луи в фильме «Это всего лишь конец света», однако на сей раз Пьер Нине остался без «Сезара».
К настоящему моменту Пьер Нине был номинирован на «Сезар» в общей сложности пять раз: кроме упомянутых выше номинаций, в 2022 г. за роль в фильме «Черный ящик», а также дважды как «подающий надежды молодой актер» — за роли в фильмах «Люблю смотреть на девушек» в 2012 г. и «Как братья» в 2013 г. В его активе и другие важные премии: приз за лучшую мужскую роль в фильме «Обещание на рассвете» французского фестиваля кино в Сарлате, 2017; приз имени Патрика Девера, 2014 г.; приз за лучшую мужскую роль на кинофестивале в Кабуре за роль в фильме «Притворись моим парнем», 2013 г., и приз лучшему актеру-новичку на этом же фестивале за роль в фильме «Люблю смотреть на девушек», 2012 г.
В феврале 2023 года стало известно, что Нине сыграет главную роль в 7-серийном комедийном сериале, который он создал в соавторстве с Игорем Готесманом для Netflix под названием «Фиаско».
С 2008 года Нине состоит в отношениях с австралийской актрисой и фотографом Наташей Эндрюс, у них есть две дочери.

## Фильмография
| Год  |   | Русское название               | Оригинальное название                   | Роль              |
| ---- | - | ------------------------------ | --------------------------------------- | ----------------- |
| 2006 | ф | Вы не видели Леона             | Z'avez pas vu Léon                      |                   |
| 2007 | ф | Утешение                       | La Consolation                          |                   |
| 2008 | ф | Наши 18 лет                    | Nos 18 ans                              | Лоик              |
| 2008 | ф | ЛОЛ                            | LOL                                     | Жюльен            |
| 2009 | ф | Непокорные                     | Réfractaire                             | Арман             |
| 2009 | ф | Армия преступников             | L'Armée du crime                        | Анри Кельтекян    |
| 2010 | ф | Таянье льдов                   | La Fonte des glaces                     | Габриэль          |
| 2010 | ф | Анонимные романтики            | Les Émotifs anonymes                    | Людо              |
| 2010 | ф | Чёрные небеса                  | L'Autre Monde                           | Ян                |
| 2011 | ф | Снега Килиманджаро             | Les Neiges du Kilimandjaro              | Официант          |
| 2011 | ф | Люблю смотреть на девушек      | J'aime regarder les filles              | Примо             |
| 2012 | ф | Как братья                     | Comme des frères                        | Максим            |
| 2013 | ф | Притворись моим парнем         | 20 ans d'écart                          | Бальтазар         |
| 2014 | ф | Ив Сен-Лоран                   | Yves Saint Laurent                      | Ив Сен-Лоран      |
| 2015 | ф | Идеальный мужчина              | Un homme idéal                          | Матьё Вассер      |
| 2016 | ф | Альтамира                      | Altamira                                | Пол Ратье         |
| 2016 | ф | Пятеро                         | Five                                    | Самюэль           |
| 2016 | ф | Одиссея                        | L'odyssée                               | Филипп Кусто      |
| 2016 | ф | Франц                          | Frantz                                  | Адриен            |
| 2017 | ф | Обещание на рассвете           | La promesse de l'aube                   | Ромен Гари        |
| 2018 | ф | Спасти или погибнуть           | Sauver ou périr                         | Франк             |
| 2020 | ф | Любовники                      | Amants                                  | Симон             |
| 2020 | ф | Голиаф                         | Goliath                                 | Матиас            |
| 2021 | ф | Чёрный ящик                    | Boîte noire                             | Матьё Вассер      |
| 2021 | ф | Агент 117: Из Африки с любовью | OSS 117 : Alerte rouge en Afrique noire | Серж / Агент 1001 |
| 2022 | ф | Маскарад                       | Mascarade                               | Адриен            |
| 2023 | ф | Книга решений                  | Le Livre des solutions                  | Марк              |
| 2024 | ф | Граф Монте-Кристо              | Le Comte de Monte-Cristo                | Эдмон Дантес      |
| 2026 | ф | Гуру                           | Gourou                                  | Матьё Вассёр      |